# Jean Miché Kankan
Jean Miché Kankan à la scène, de son vrai nom Dieudonné Afana Ébogo, né en 1956 et mort le 13 février 1997, est un auteur, humoriste et acteur de théâtre et de télévision camerounais,.

## Biographie
Dieudonné Afana Ébogo est né dans le petit village de Nkom au Cameroun, à 50 km à l'est de Douala. Fils de Jean Ébogo et Madeleine Nga,. Il passe son enfance à Bertoua, puis son adolescence à Yaoundé. Devenu adulte, il est tout d'abord professeur de langue française dans le secondaire, puis il abandonne cet emploi pour travailler comme fonctionnaire à Radio Cameroun. C'est à ce moment-là qu'il rôde son style humoristique,.
Il meurt le 13 février 1997 des suites d'une longue maladie,.

## Carrière professionnelle
Ses débuts sont difficiles et le public n'est pas au rendez-vous. Peu à peu, il devient connu en faisant des places au prix de 10 francs CFA. Sa notoriété devient internationale, particulièrement grâce à ses passages à la télévision, dont les diffusions dépassent largement les frontières du Cameroun. Plusieurs de ses sketches sont devenus cultes, avec son style unique, au point de donner l'envie à d'autres d'embrasser le même métier. Il dépeint les travers de la société africaine par la satire, en arborant un style et une tenue d'ivrogne. 

## Œuvres majeures
- Le Permis de conduire
- La Carte d'identité
- La Fille du bar
- Maladie d'Amour
- Les Bonbons alcoolisés
- L'Élève international
- Le Prêt d'argent

## Postérité
Un film biographique intitulé Kankan sur l'histoire du comédien sort en octobre 2022. Le film est réalisé par Joseph Akama, avec en tête d'affiche le comédien Landry Nguetsa dans le rôle de Jean Miché Kankan,.